# هلن مک‌کلار
هلن مک‌کلار (انگلیسی: Helen MacKellar; ۱۳ فوریهٔ ۱۸۹۵ – ۵ اوت ۱۹۶۶) بازیگر اهل ایالات متحده آمریکا بود.

## فیلم‌شناسی
- گذشته مری هلمز
- دو نفر علیه دنیا
- مدرسه جنایت